# Beled
Beled – gmina miejska w północno-zachodniej części Węgier, w pobliżu miasta Kapuvár. Gmina liczy 2592 mieszkańców (styczeń 2011) i zajmuje obszar 26,47 km².

## Położenie
Miejscowość leży na obszarze Małej Niziny Węgierskiej, w pobliżu granicy austriackiej. Administracyjnie należy do powiatu Kapuvár, wchodzącego w skład komitatu Győr-Moson-Sopron.